# إيثار متبادل

رسم تخطيطي يوضح الإيثار المتبادل

يُعد الإيثار المتبادل (بالإنجليزية: Reciprocal altruism) في علم الأحياء التطوري سلوكاً يؤديه الكائن بطريقة تقلل مؤقتًا من ملاءمته، بينما تزيد من لياقة كائن حي آخر، مع توقع أن يتصرف الكائن الآخر بطريقة ممّاثلة في وقت لاحق.
طوّر المفهوم في البداية روبرت تريفيرس من أجل شرح تطور التعاون كحالات لأفعال الإيثار المتبادل. المفهوم قريب من استراتيجية "واحدة بواحدة" المستخدمة في نظرية اللعبة.
في عام 1987، قدم تريفرس في مؤتمر عن التبادلية مقاله بعنوان "تطور الإيثار المؤجل"، لكن المراجع و. د. هاميلتون اقترح عليه تغيير العنوان إلى "تطور الإيثار المتبادل". غيّر تريفرس العنوان، ولكن لم يغير الأمثلة في المسودة، ممّا أدى إلى الارتباك حول ما هي الأمثلة المناسبة للإيثار التبادلي خلال الـ 50 عامًا الماضية.
وفي مشاركتهما في هذا المؤتمر، تناول روثشتاين وبيروتي (1988) هذه المسألة واقترحا تعريفات جديدة بشأن موضوع الإيثار، التي أوضحت المشكلة التي أحدثها تريفرس وهاميلتون. لقد اقترحا أن الإيثار المؤجل هو مفهوم أفضل واستخدموا مصطلح "التبادلية الزائفة" بدلاً منه. ولأسباب ما، لم تحظ المقالة بالاهتمام، لكنها لا تزال واحدة من أفضل الدراسات حول العلاقة بين الإيثار واختيار الأقارب. وشرح روثشتاين وبيروتي أيضًا سبب كون أمثلة تريفرس على الإيثار التبادلي هي في الواقع أمثلة على الإيثار المؤجل.

## النظرية
يشير مفهوم "الإيثار المتبادل"، على النحو الذي قدمه تريفرس، إلى أن الإيثار، الذي يُعرَّف بأنه فعل لمساعدة فرد آخر مع تكبد بعض التكلفة لهذا الفعل، يمكن أن يتطور لأنه قد يكون من المفيد تحمل هذه التكلفة إذا كانت هناك فرصة أن تكون في موقف عكسي حيث يمكن للكائن الذي تمت مساعدته من قبل أن يقوم بعمل إيثاري تجاه الكائن الذي ساعده في البداية. يجد هذا المفهوم جذوره في عمل دابليو دي هاملتون، الذي طوّر نماذج رياضية للتنبؤ باحتمالية القيام بعمل إيثاري نيابة عن الأقارب.
إن وضع هذا في شكل إستراتيجية في معضلة السجينين المتكررة سيعني التعاون دون قيد أو شرط في الفترة الأولى والتصرف بشكل تعاوني (بإيثار) طالما أن العامل الآخر يفعل كذلك. إذا كانت فرص لقاء الإيثار المتبادل آخر عالية بما فيه الكفاية، أو إذا تكررت اللعبة لفترة طويلة بما يكفي من الوقت، فإن هذا الشكل من الإيثار يمكن أن يتطور داخل المجتمع.
هذه الفكرة قريبة من نظرية "واحدة بواحدة" الذي قدمها أناتول رابوبورت، على الرغم من أنه لا يزال هناك تمييز بسيط في تعاون "واحدة بواحدة" في الفترة الأولى ومن هنا يكرر دائمًا الإجراء السابق للخصم، في حين يوقف "المؤثرون المتبادلون" التعاون في المقام الأول لعدم التعاون من قبل الخصم ويبقون غير متعاونين من هنا. يؤدي هذا التمييز إلى حقيقة أنه على النقيض من الإيثار المتبادل، قد يكون الأمر بالواحدة قادرًا على استعادة التعاون في ظل ظروف معينة على الرغم من انهيار التعاون.
يُظهر كريستوفر ستيفنس مجموعة من الشروط الضرورية والكافية بشكل مشترك "... على سبيل المثال من الإيثار المتبادل:
1. يجب أن يقلل السلوك من لياقة المتبرع بالنسبة للبديل الأناني؛[5]
2. يجب أن تكون ملاءمة المستلم مرتفعة مقارنة بغير المستلمين؛[5]
3. يجب ألا يعتمد أداء السلوك على تلقي منفعة فورية؛[5]
4. يجب أن تنطبق الشروط 1 و2 و3 على كل من المشاركين في المساعدة المتبادلة.[5]

هناك شرطان إضافيان ضروريان "... لكي يتطور الإيثار المتبادل":
- يجب أن توجد آلية للكشف عن "المخادعين".[5]
- يجب أن يوجد عدد كبير (غير محدد) من الفرص لتبادل المساعدات.[5]

الشرطان الأولان ضروريان للإيثار على هذا النحو، في حين أن الشرط الثالث هو التمييز بين الإيثار المتبادل من التبادلية البسيطة والرابع يجعل التفاعل متبادلاً. الشرط الخامس مطلوب لأن غير المؤثرين قد يستغلون دائمًا سلوك الإيثار دون أي عواقب، وبالتالي لن يكون تطور الإيثار المتبادل ممكنًا. ومع ذلك، يُشار إلى أن "جهاز التكييف" هذا لا يحتاج إلى أن يكون واعيًا. الشرط رقم ستة مطلوب لتجنب انهيار التعاون من خلال الاستقراء العكسي، وهو احتمال تقترحه النماذج النظرية للعبة.

## أمثلة
يمكن فهم الأمثلة التالية على أنها إيثار. ومع ذلك، فإن إظهار الإيثار المتبادل بطريقة لا لبس فيها يتطلب المزيد من الأدلة كما سيظهر لاحقًا.

### أسماك التنظيف

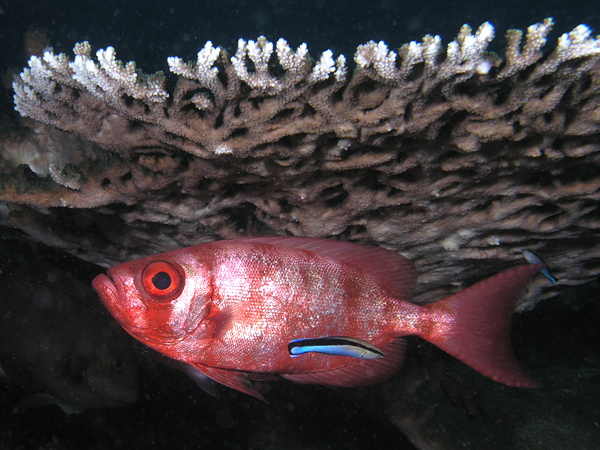
تعايش تنظيف: سمكة منظفة من الكيدميات ملونة لون الحيوانات من كبيرات العيون في مثال واضح على الإيثار المتبادل.

ومن الأمثلة على الإيثار المتبادل، تعايش تنظيف، مثل أسماك تنظيف [الإنجليزية]
 ومستضيفها، على الرغم من أن فئة المنظفين تشمل الروبيان والطيور، ويشمل المستضيف الأسماك والسلاحف والأخطبوط والثدييات. بصرف النظر عن التعايش الواضح بين المنظف والمستضيف أثناء التنظيف الفعلي، والذي لا يمكن تفسيره على أنه إيثار، يعرض المستضيف سلوكًا إضافيًا يلبي معايير الإيثار المتأخر في الرد:
يسمح السمك المستضيف لسمك التنظيف بالدخول والخروج بحرية ولا يأكل السمك المنظف، حتى بعد انتهاء التنظيف. ويعلم السمك المستضيف السمك المنظف بأنه سيغادر موقع التنظيف، حتى عندما لا يكون السمك المنظف داخل جسمه. وأحيانًا يطرد السمك المستضيف الأخطار المحتملة عن سمك التنظيف.
الأدلة التالية تدعم الفرضية:
التنظيف بواسطة المنظفات ضروري للمستضيف، وفي حالة عدم وجود منظفات، يغادر المستضيفون المنطقة أو يعانون من إصابات تسببها الطفيليات الخارجية. وفي حال صعوبة وخطر في العثور على منظف، يترك المستضيفون عنصرهم لتنظيفه. ولا ينتظر الآخرون أكثر من 30 ثانية قبل البحث عن منظفات في مكان آخر.
أحد المتطلبات الأساسية لإنشاء الإيثار المتبادل هو أن يتفاعل نفس الكائنين بشكل متكرر، وإلا فإن أفضل استراتيجية للمستضيف سيكون تناول المنظف بمجرد اكتمال التنظيف. يفرض هذا القيد كلاً من الشرط المكاني والزماني على المنظف وعلى مستضيفه. يجب أن يظل كلا الكائنين في نفس الموقع المادي، ويجب أن يتمتع كلاهما بعمر طويل بما يكفي لتمكين التفاعلات المتعددة. ثمة أدلة موثوقة على أن المنظفات والمستضيفين الفرديين يتفاعلون بالفعل بشكل متكرر.
يستوفي هذا المثال بعض معايير نظرية تريفرس، ولكن ليس كلها. في نظام السمك المنظف والسمك المستضيف، يكون الفائدة للسمك المنظف دائمًا فورية. ومع ذلك، يتوقف تطور الإيثار التبادلي على فرص الحصول على مكافآت مستقبلية من خلال التفاعلات المتكررة. في دراسة واحدة، لاحظ السمك المستضيف القريب سلوكيات "الغش" لدى سمك التنظيف وتجنبهم فيما بعد. في هذه الأمثلة، يكون من الصعب إثبات التبادلية الحقيقية حيث يمكن أن يؤدي الفشل إلى موت سمك التنظيف. ومع ذلك، إذا كانت مزاعم راندال بأن السمك المستضيف أحيانًا يطرد الأخطار المحتملة عن سمك التنظيف صحيحة، فيمكن إجراء تجربة يمكن فيها إثبات التبادلية. في الواقع، هذا واحد من أمثلة تريفرس على الإيثار المؤجل كما ناقشته روثشتاين وبيروتي في عام 1988.

### نداءات التحذير عند الطيور

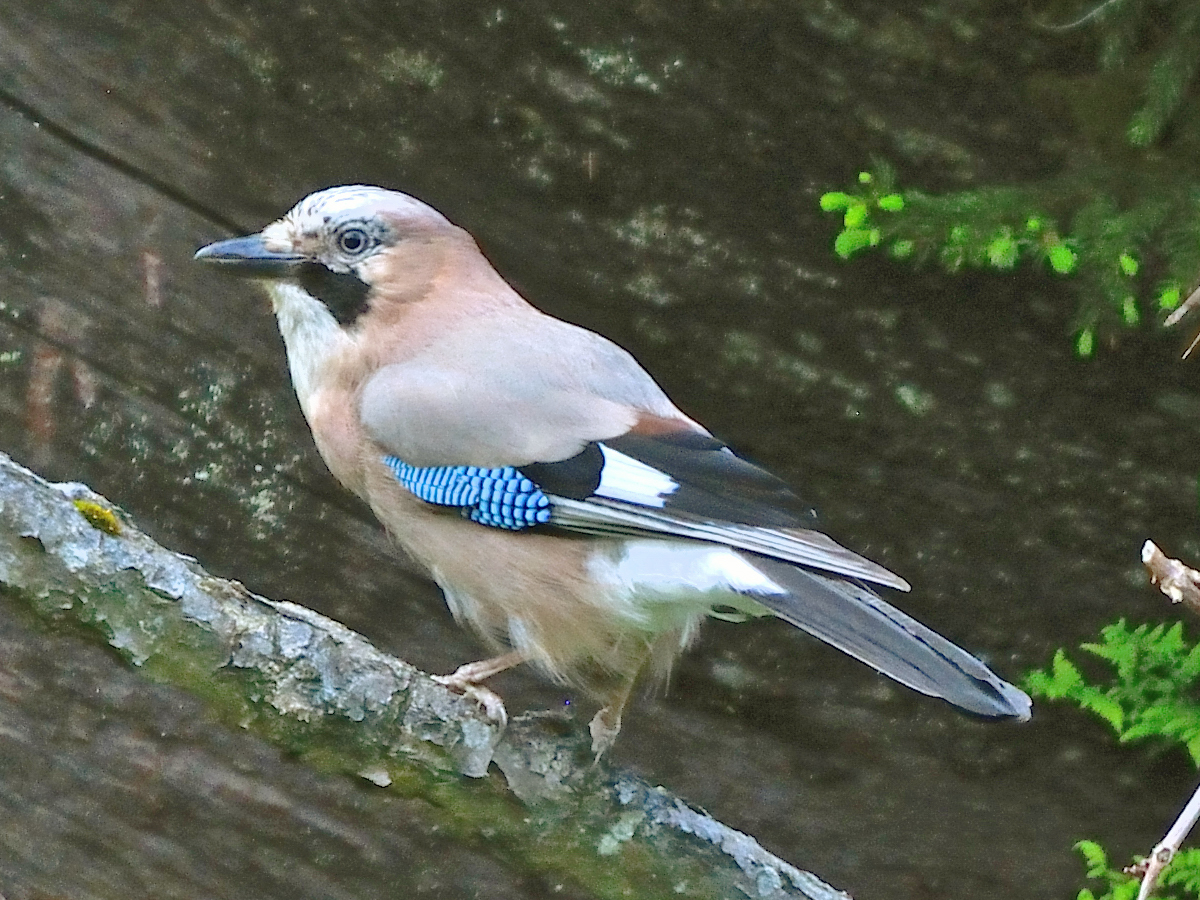
يُصدر طير قيق أوراسي نداءات إنذار عالية من فوق الشجرة عندما يرى حيوانًا مفترسًا.

نداءات التحذير، على الرغم من تعريض الطيور للخطر وتعريضها للخطر، كثيرًا ما تطلقها الطيور. شرح من حيث السلوكيات الإيثارية قدمه تريفرس:
لقد ظهر أن الحيوانات المفترسة تتعلم مواقع محددة وتتخصص بشكل فردي في أنواع الفرائس وتقنيات الصيد. ولذلك، فمن غير المفيد بالنسبة للطيور أن يأكلها الحيوان المفترس لأن الحيوان المفترس الذي لديه خبرة قد يصبح أكثر احتمالًا لأن يأكلها في المستقبل. ويميل إطلاق نداء تحذيري من قبل طائر آخر لمنع الحيوانات المفترسة من التخصص في أنواع الطيور الذي يأتي النداء التحذيري منها ومن المواقع التي يأتي منها النداء. وبهذه الطريقة، ستكون الطيور في المناطق التي تطلق فيها نداءات تحذيرية في ميزة تنافسية متعلقة بالتطور الطبيعي مقارنة بالطيور في المناطق التي تخلو من نداءات التحذير. وبالتالي، فإن إطلاق نداءات تحذيرية يعتبر سلوكًا إيثاريا، حيث يضحى بجزء من المصلحة الخاصة للحفاظ على المصلحة العامة للمجموعة.
بالرغم من ذلك، فإن هذا الشرح يفتقد إلى عناصر مهمة من التبادلية الإيثارية. فمن الصعب جدًا كشف المخادعين وتنبيه الآخرين منهم. لا يوجد دليل على أن الطيور تمتنع عن إطلاق النداءات عندما لا يجري التبادل بين الطيور، ولا يوجد دليل على أن الأفراد يتفاعلون مع بعضهم البعض بشكل متكرر. نظرًا للسمات المذكورة لنداءات الطيور، فإن بيئة الهجرة والهجرة المستمرة للطيور (التي تنطبق على العديد من أنواع الطيور) هي الأكثر احتمالًا لتخصص المخادعين، حيث أن الاختيار ضد الجين الأناني غير مرجح.
هناك تفسير آخر لنداءات التحذير، وهو أن هذه النداءات ليست تحذيرات على الإطلاق: فبمجرد اكتشاف طائر لطائرة جارحة، يطلق النداء للإشارة إلى الطائر الجارح بأنه اكتشف، وأنه لا فائدة في محاولة الهجوم على الطائر الذي يطلق النداء. وهناك حقيقتان تدعمان هذا الفرضية.:
- ترددات النداءات تطابق نطاق السمع للطيور الجارحة.
- الطيور التي تطلق النداءات التحذيرية أقل عرضة للهجوم، حيث تهاجم الطيور الجارحة الطيور التي تنادي بشكل أقل تكرارًا من الطيور الأخرى.

### حماية العش

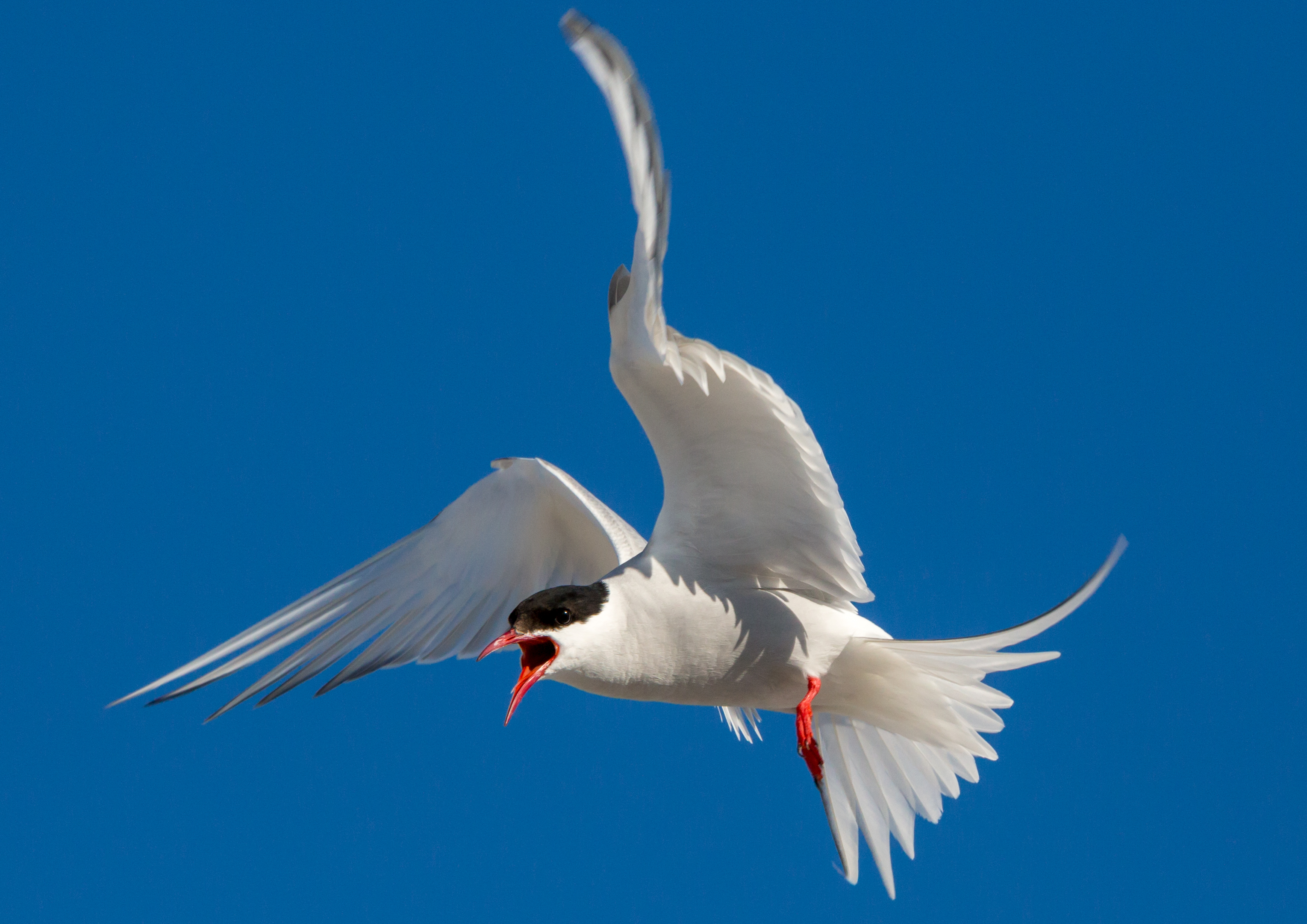
تحمي طيور الخرشنة في القطب الشمالي نسلها بقوة شديدة عن طريق عمليات هبوط سريعة جدًا من رحلة ثابتة فوق أعدائها. غالبًا ما تستفيد الطيور الأخرى من هذا السلوك عن طريق التكاثر بالقرب من خطاف البحر في القطب الشمالي.

تساعد ذكور الشحرور ذات الأجنحة الحمراء في الدفاع عن أعشاش الجيران. هناك العديد من النظريات التي تفسر سلوك الذكور في الدفاع عن عش الآخرين. إحدى هذه النظريات هي أن الذكور يدافعون فقط عن الأعشاش التي تحتوي على صغار يحملون جينات الذكر. ويشار إلى هذه الصغار بأنهم "الصغار ذوات الصلة الإضافية" وهم صغار يحملون بعض الجينات من الذكر الذي يدافع عن العش، وقد تأكد هذا الأمر في بعض الأنواع الطيور.
وتقول نظرية أخرى إن الذكور يساعدون فقط الذكور الذين لهم صلة قرابة قريبة بهم، فيما تشير نظرية ثالثة إلى أن الذكور يساعدون أي ذكر يساعدهم في السابق، الأمر الذي يعتبر إيثارًا متبادلًا.
وقد أجرت إدارة الصيد والحياة البرية دراسة على هذا السلوك وتوصلت إلى أن الذكور يستخدمون استراتيجية "واحدة بواحدة" في عملية الدفاع عن عش الآخرين. وتتمثل هذه الاستراتيجية في مساعدة الحيوانات التي ساعدتهم في السابق، حيث وُضعت دمى لأسود الغابة المحشوة بالقرب من العش لملاحظة سلوك الذكور المجاورين. ولوحظ عدد النداءات والضربات التي وجهت إلى العدو. وبعد تحليل النتائج، لم يعثر على دليل يدعم فرضية التحديد القرابي، ولم يؤثر وجود الصغار ذوات الصلة الإضافية على احتمالية المساعدة في دفاع العش. ومع ذلك، خفض الذكور مستوى الدفاع المقدم للجيران عندما خفض ذكور الجيران مستوى الدفاع لعشهم. وهذا يدعم استراتيجية واحدة بواحدة، حيث تساعد الحيوانات الذين ساعدوها في السابق، وهذه الاستراتيجية تعتبر واحدة من أنواع الإيثار المتبادل.

### الخفاش مصاص الدماء
تُظهر الخفافيش مصاصة الدماء أيضًا الإيثار المتبادل، كما وصفه ويلكينسون. تتغذى الخفافيش على بعضها البعض عن طريق تقيؤ الدم. نظرًا لأن الخفافيش تتغذى فقط على الدم وتموت بعد 70 ساعة فقط من عدم تناول الطعام، فإن مشاركة الطعام هذه تعد فائدة كبيرة للمتلقي وتكلفة كبيرة للمانح. للتأهل للإيثار المتبادل، يجب أن تكون الفائدة التي تعود على المتلقي أكبر من التكلفة التي يتحملها المتبرع. يبدو أن هذا صحيح لأن هذه الخفافيش تموت عادة إذا لم تجد وجبة دم لليلتين متتاليتين. أيضًا، تؤكد البيانات شرط أن الأفراد الذين تصرفوا بإيثار في الماضي يساعدهم الآخرون في المستقبل. ومع ذلك، فإن اتساق السلوك المتبادل، أي أن الخفاش غير الإيثاري سابقًا يُرفض المساعدة عندما يتطلب ذلك، لم يثبت. لذلك، لا يبدو أن الخفافيش مؤهلة بعد كمثال لا لبس فيه على الإيثار المتبادل.

### الرئيسيات
تشير بعض الدراسات إلى أن عملية التنظيف في القرود تفي بشروط الإيثار المتبادل. وتشير إحدى الدراسات التي أجريت على قرود فيرفيت إلى أن التنظيف يزيد من فرص الاستجابة لنداءات الطلب عن المساعدة بين الأفراد غير المرتبطين بصلة قرابة. ومع ذلك، تظهر القرود فيرفيت أيضًا سلوك التنظيف بين أفراد المجموعة بين الأشقاء، وهذا يدل على أن سلوك التنظيف لدى هذه القرود هو جزء من عملية التحديد القريب، حيث ينفذ هذا النشاط بين الأشقاء في هذه الدراسة. وعلاوة على ذلك، وحسب معايير ستيفن، فإنه إذا كانت الدراسة مثالًا على الإيثار المتبادل، يجب أن تثبت آلية الكشف عن المخادعين.

### البكتيريا
تنخرط أنواع عديدة من البكتيريا في سلوكيات إيثارية متبادلة مع الأنواع الأخرى. عادة، يأخذ هذا شكل البكتيريا التي توفر العناصر الغذائية الأساسية لأنواع أخرى، بينما توفر الأنواع الأخرى بيئة للبكتيريا لتعيش فيها. عثر على سلوك الإيثار المتبادل بين البكتيريا الثابتة للنيتروجين والنباتات التي تعيش فيها، وذلك من خلال توفير النيتروجين للنباتات. وفي المقابل يوفر النبات المغذيات الأخرى اللازمة للبكتيريا. بالإضافة إلى ذلك، يمكن ملاحظته بين البكتيريا وبعض أنواع الذباب مثل باكتروسيرا تريوني [الإنجليزية]
. يستهلك هذا الذباب البكتيريا المنتجة للمغذيات الموجودة على أوراق النباتات. في المقابل، يقيمون داخل الجهاز الهضمي للذباب. استغل هذا السلوك الإيثاري المتبادل من خلال التقنيات المصممة للقضاء على باكتروسيرا تريوني، وهي آفات ذبابة الفاكهة موطنها أستراليا.

### البشر
أمثلة على الإيثار التبادلي بين البشر تتضمن مساعدة الأفراد المصابين، ومشاركة الطعام أو الأدوات أو المعرفة، وتقديم المساعدة في الأزمات مع توقع المساعدة في المستقبل. في التفاعلات الاجتماعية، غالباً ما ينخرط الأفراد في تبادل مباشر، مثل رد الجميل أو إقراض الموارد مع فهم ضمني للسداد المستقبلي. يُلاحظ أيضاً التبادل غير المباشر، حيث يساعد الأفراد الآخرين بناءً على السمعة، مما يشجع التعاون المتبادل داخل المجتمع. تعتمد الأنظمة الاقتصادية والسياسية على الإيثار التبادلي من خلال الاتفاقيات التجارية، والتحالفات الدبلوماسية، والعقود الاجتماعية، حيث تفوق الفوائد طويلة الأجل التكاليف قصيرة الأجل. بالإضافة إلى ذلك، توضح الدراسات في نظرية الألعاب، مثل معضلة السجين، كيف تظهر السلوكيات التعاونية وتستقر عندما يدرك الأفراد مزايا الدعم المتبادل.

## التنظيم عن طريق التصرف العاطفي عند البشر
بالمقارنة مع الحيوانات الأخرى، فإن نظام الإيثار البشري هو نظام حساس وغير مستقر. لذلك، فإن الميل إلى العطاء والغش والاستجابة لأعمال العطاء والغش التي يقوم بها الآخرون يجب أن ينظمها علم نفس معقد في كل فرد، وهياكل اجتماعية، وتقاليد ثقافية. يختلف الأفراد في درجة هذه الميول والاستجابات. وفقًا لتريفرس، يمكن فهم التصرفات العاطفية التالية وتطورها من حيث تنظيم الإيثار.
- الصداقة ومشاعر الاعجاب والكراهية.
- العدوان الأخلاقي. تعمل آلية الحماية من المخادعين على تنظيم ميزة المخادعين في الاختيار ضد المؤثرين. قد يرغب المؤثر الأخلاقي في تثقيف أو حتى معاقبة المخادع.
- الامتنان والتعاطف. يمكن أن يرتبط التنظيم الدقيق للإيثار بالامتنان والتعاطف من حيث التكلفة / المنفعة والمستوى الذي سيتبادل فيه المستفيد.
- الشعور بالذنب والإيثار التعويضي. يمنع المخادع من الغش مرة أخرى. يظهر المخادع أسفه لتجنب دفع مبالغ باهظة على أفعال سابقة.
- الغش الخفي. يمكن أن يشمل التوازن التطوري المستقر نسبة منخفضة من المقلدين في الدعم المثير للجدل للاعتلال الاجتماعي التكيفي.
- الثقة والشك. هذه منظمات للخداع والغش الخفي.
- الشراكه. الإيثار لخلق صداقات.

لا يعرف كيف يختار الأفراد شركاء لهم، حيث لم تجرى الكثير من البحوث حول هذا الموضوع. تشير النمذجة إلى أن الإيثار فيما يتعلق بخيارات الشريك غير مرجح أن يتطور، حيث إن التكاليف والفوائد بين العديد من الأفراد متغيرة. وبالتالي، فإن الوقت أو التكرار للأعمال المتبادلة يساهمان أكثر في اختيار الفرد لشريكه من العمل المتبادل ذاته.

## مقالات ذات صلة
- إيثار
- تبادلية (تطور) [الإنجليزية]
- واحدة بواحدة (نظرية)
- نظرية الإشارات
- تكافل (أحياء)
- معاملة بالمثل (علم النفس الاجتماعي)
- أنانية نفسية
- العون المتبادل: أحد عوامل التطور
- كوينوفيليا
- اقتصاد الهبات
- التطور من المفهوم الجيني
- نماذج تطورية لتقاسم الغذاء [الإنجليزية]
- إيثار تنافسي